# Pelle Ehn
Bengt Per Anders "Pelle" Ehn, född 10 augusti 1948 i Köpings församling i Västmanlands län, är en svensk professor i interaktionsdesign vid Institutionen för konst, kultur och kommunikation (K3) vid Malmö högskola.
Ehn disputerade 1988 på avhandlingen Work-oriented design of computer artifacts och blev filosofie doktor i informatik vid dåvarande Institutionen för informationsbehandling (i dag informatik) vid Umeå universitet. Ehn var den förste professorn att lämna Lunds universitet – där han var ämnesföreträdare vid Institutionen för informatik – för den nya "Malmöhögskolan", då Malmö högskola inrättades 1998.